# Tibouchina mollis
Tibouchina mollis là một loài thực vật có hoa trong họ Mua. Loài này được (Bonpl.) Cogn. miêu tả khoa học đầu tiên năm 1885.

## Hình ảnh

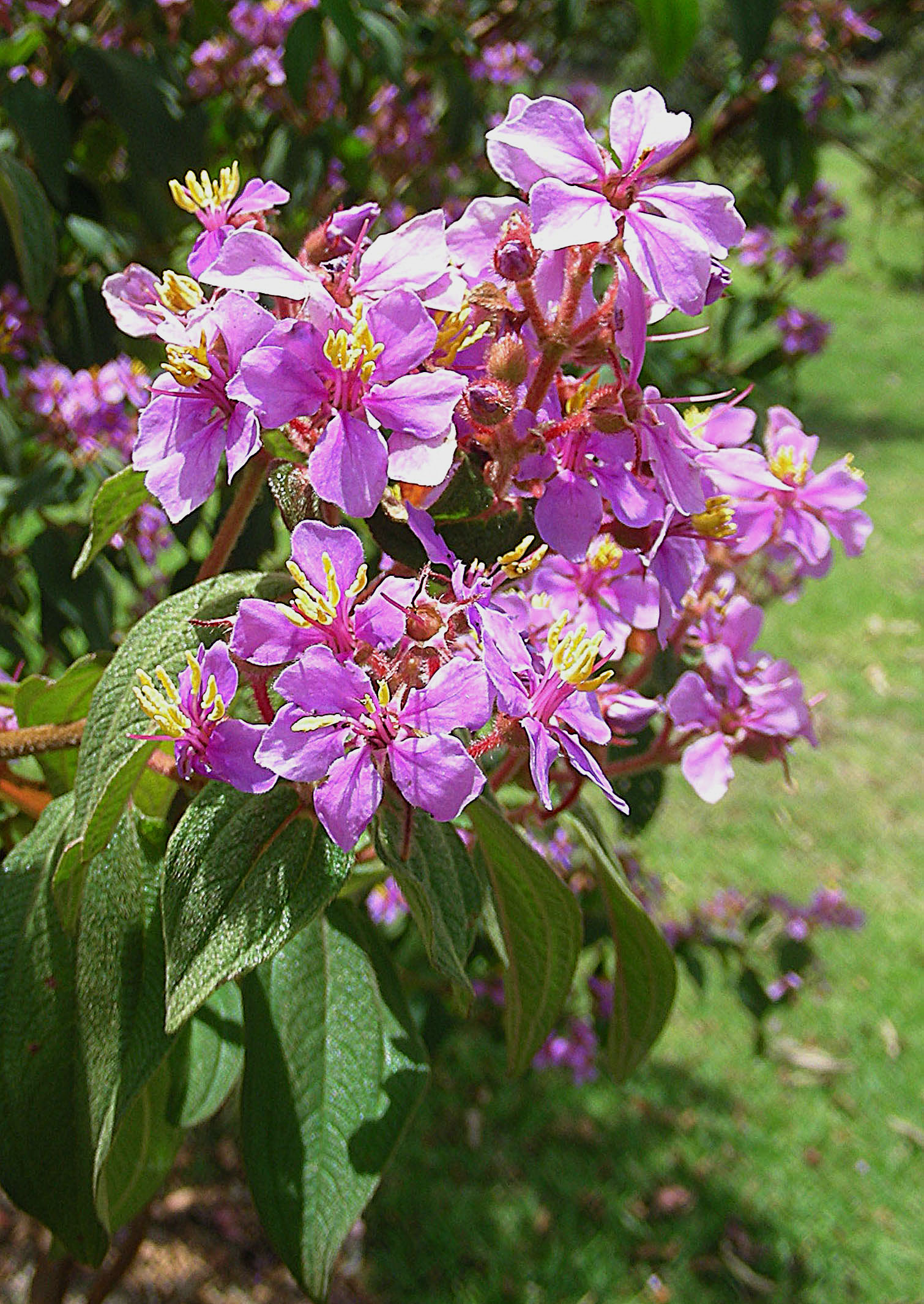